# David Alarza
David Alarza Palacios (* 7. ledna 1977 Madrid, Španělsko) je bývalý španělský zápasník–judista.

## Sportovní kariéra
S judem začínal v dětství na předměstí Madridu v Brunete. V španělské reprezentaci se pohyboval od roku 1996, ale až do příchodu kubánského trenéra a olympijského vítěze Héctora Rodrígueze v roce 2002 se na mezinárodní scéně neprosazoval. Pod vedením Rodrígueze se připravoval v Madridu ve středisku vrcholových sportů (Centro de Alto Rendimiento). V roce 2004 startoval v 27 letech na svých prvních olympijských hrách v Athénách, ale nezvládl zápas úvodního kola proti Ukrajinci Valentynu Hrekovovi. V dalších letech si postupně upevnil pozici jednoho z nejlepších evropských judistů ve střední váze a v roce 2008 se kvalifikoval na olympijské hry v Pekingu. Ve druhém kole nastoupil proti Alžířanu Ammáru bin Jachlefovi, ale zranění zad mu zabránilo přes svého soupeře postoupit do dalšího kola. V dalších letech šla jeho výkonnost dolů úměrně s věkem. Na judistické scéně se objevoval až do svých 38 let.
David Alarza byl pravoruký judista s osobní technikou uči-mata.

## Výsledky
| Turnaj             | 1996         | 1997         | 1998         | 1999         | 2000         | 2001         | 2002         | 2003         | 2004         | 2005         | 2006         | 2007         | 2008         | 2009         | 2010         | 2011         | 2012         | 2013 |
| Turnaj             | 19           | 20           | 21           | 22           | 23           | 24           | 25           | 26           | 27           | 28           | 29           | 30           | 31           | 32           | 33           | 34           | 35           | 36   |
| Turnaj             | střední váha | střední váha | střední váha | střední váha | střední váha | střední váha | střední váha | střední váha | střední váha | střední váha | střední váha | střední váha | střední váha | střední váha | střední váha | střední váha | střední váha |      |
| ------------------ | ------------ | ------------ | ------------ | ------------ | ------------ | ------------ | ------------ | ------------ | ------------ | ------------ | ------------ | ------------ | ------------ | ------------ | ------------ | ------------ | ------------ | ---- |
| Olympijské hry     | —            |              |              |              | —            |              |              |              | úč.          |              |              |              | úč.          |              |              |              | —            |      |
| Mistrovství světa  |              | —            |              | úč.          |              | úč.          |              | úč.          |              | úč.          |              | úč.          |              | 5.           | úč.          | úč.          |              | úč.  |
| Mistrovství Evropy | —            | —            | —            | úč.          | —            | úč.          | úč.          | úč.          | 7.           | 1.           | 2.           | 3.           | 5.           | 5.           | úč.          | úč.          | úč.          | úč.  |
| MS juniorů         | 1.           |              |              |              |              |              |              |              |              |              |              |              |              |              |              |              |              |      |
| ME juniorů         | 1.           | —            |              |              |              |              |              |              |              |              |              |              |              |              |              |              |              |      |